# Contea di Sheboygan
La contea di Sheboygan (in inglese, Sheboygan County) è una contea dello Stato del Wisconsin, negli Stati Uniti. La popolazione al censimento del 2000 era di 112 646 abitanti. Il capoluogo di contea è Sheboygan.